# FIBA EuroChallenge 2014-15
El FIBA EuroChallenge 2014-15 fue la duodécima y última edición de la FIBA EuroChallenge, el tercer nivel de competiciones europeas de baloncesto, la séptima con esta denominación, tras haber sido conocida anteriormente como FIBA Europe League y FIBA EuroCup. El campeón fue el JSF Nanterre francés. La final four se disputó en Trebisonda, Turquía. A partir de la temporada siguiente la competición fue reemplazada por la FIBA Europe Cup.

## Equipos
No hubo ronda de calificación, todos los equipos entraron directamente en la temporada regular. FIBA Europa anunció los participantes el 1 de julio de 2014. Un día más tarde, el Szolnoki Olaj y el VEF Rīga fueron enviados a la Eurocup 2014-15 sustituyendo a dos bajas de última hora. Trabzonspor Medical Park y Enisey Krasnoyarsk fueron los equipos que les sustituyeron en la EuroChallenge.
| Campeón | Finalista | Tercer puesto | Cuarto puesto | Cuartofinalista | Top 16 | Temporada regular |

| País(Liga)             | N.º Equipos | Equipos (puesto en liga nacional) | Equipos (puesto en liga nacional) | Equipos (puesto en liga nacional) |
| ---------------------- | ----------- | --------------------------------- | --------------------------------- | --------------------------------- |
| Bélgica (BLB)          | 3           | Okapi Aalstar (2)                 | Belfius Mons-Hainaut (3)          | Port of Antwerp Giants (4)        |
| Rumania (Divizia A)    | 3           | CSM Oradea (2)                    | U Mobitelco Cluj (4)              | Energia Târgu Jiu (8)             |
| Turquía (TBL)          | 3           | Uşak Sportif (7)                  | Tofaş (8)                         | Trabzonspor Medical Park (9)      |
| Finlandia (Korisliiga) | 2           | Joensuun Kataja (2)               | KTP Basket (4)                    |                                   |
| Francia (LNB Pro A)    | 2           | Le Mans Sarthe (5)                | JSF Nanterre (9)                  |                                   |
| Hungría (NBI/A)        | 2           | Atomerőmű (2)                     | EGIS Körmend (8)                  |                                   |
| Alemania (BBL)         | 2           | ratiopharm Ulm (7)                | Skyliners Frankfurt (11)          |                                   |
| Italia (Serie A)       | 2           | Enel Brindisi (6)                 | Angelico Biella (4) DNA Gold      |                                   |
| Rusia (VTB)            | 2           | Yenisey Krasnoyarsk (9)           | Avtodor Saratov (1) BSL           |                                   |
| Suecia (Basketligan)   | 2           | Södertälje Kings (1)              | Borås Basket (3)                  |                                   |
| Austria (ÖBL)          | 1           | Magnofit Güssing Knights (1)      |                                   |                                   |
| Bielorrusia (Premier)  | 1           | Tsmoki Minsk (1)                  |                                   |                                   |
| Bulgaria (NBL)         | 1           | Lukoil Academic (2)               |                                   |                                   |
| Dinamarca (DBL)        | 1           | Bakken Bears (1)                  |                                   |                                   |
| Estonia (KML)          | 1           | Tartu Ülikool/Rock (2)            |                                   |                                   |
| Kazajistán (KBL)       | 1           | Astana (1)                        |                                   |                                   |
| Lituania (LKL)         | 1           | Šiauliai (6)                      |                                   |                                   |
| Países Bajos (DBL)     | 1           | SPM Shoeters (2)                  |                                   |                                   |
| Portugal (LPB)         | 1           | Benfica (1)                       |                                   |                                   |

## Sorteo
El sorteo para el FIBA EuroChallenge 2014–15 se celebró el 6 de julio en Múnich, Alemania.
Los equipos se dividieron en cuatro bombos de cuatro equipos cada una, basándose en su ranking FIBA en las últimas tres temporadas.
Los 32 clubes se dividieron en dos conferencias (1 y 2), basándose en criterios geográficos.
Conferencia 1
| Bombo 1                                                               | Bombo 2                                                   | Bombo 3                                                      | Bombo 4                                            |
| --------------------------------------------------------------------- | --------------------------------------------------------- | ------------------------------------------------------------ | -------------------------------------------------- |
| Port of Antwerp Giants Okapi Aalstar Joensuun Kataja Södertälje Kings | KTP-Basket Bakken Bears Belfius Mons-Hainaut SPM Shoeters | JSF Nanterre Le Mans Sarthe ratiopharm Ulm Fraport Skyliners | Enel Brindisi Angelico Biella Borås Basket Benfica |

Conferencia 2
| Bombo 1                                         | Bombo 2                                                | Bombo 3                                                                 | Bombo 4                                             |
| ----------------------------------------------- | ------------------------------------------------------ | ----------------------------------------------------------------------- | --------------------------------------------------- |
| Tsmoki-Minsk Tartu Ülikool/Rock Tofaş Atomerőmű | Enisey Krasnoyarsk CSM Oradea Körmend U Mobitelco Cluj | Avtodor Saratov Uşak Sportif Trabzonspor Medical Park Energia Târgu Jiu | UBC Güssing Knights Lukoil Academic Šiauliai Astana |

## Temporada regular
|  | Dos primeros puestos acceden al Last 16 |

### Grupo A
|    | Equipo                 | Pts | PJ | G | P | PF  | PC  | Dif. |
| -- | ---------------------- | --- | -- | - | - | --- | --- | ---- |
| 1. | Enel Brindisi          | 11  | 6  | 5 | 1 | 496 | 400 | +96  |
| 2. | SPM Shoeters Den Bosch | 9   | 6  | 3 | 3 | 498 | 499 | -1   |
| 3. | ratiopharm Ulm         | 9   | 6  | 3 | 3 | 477 | 467 | +10  |
| 4. | Södertälje Kings       | 7   | 6  | 1 | 5 | 441 | 546 | -105 |

|                        | SPM     | SÖD   | ULM   | BRI   |
| SPM Shoeters Den Bosch |         | 88-72 | 87-76 | 71-69 |
| Södertälje Kings       | 115-108 |       | 71-76 | 52-96 |
| ratiopharm Ulm         | 91-82   | 88-62 |       | 76-77 |
| Enel Brindisi          | 76-62   | 90-69 | 88-70 |       |

### Grupo B
|    | Equipo                | Pts | PJ | G | P | PF  | PC  | Dif. |
| -- | --------------------- | --- | -- | - | - | --- | --- | ---- |
| 1. | Tartu Ülikool/Rock    | 10  | 6  | 4 | 2 | 428 | 420 | +8   |
| 2. | Energia Târgu Jiu     | 9   | 6  | 3 | 3 | 428 | 435 | -7   |
| 3. | Egis Körmend          | 9   | 6  | 3 | 3 | 447 | 460 | -13  |
| 4. | Lukoil Academic Sofia | 8   | 6  | 2 | 4 | 447 | 435 | +12  |

|                       | ENE   | LUK   | KÖR   | TAR   |
| Energia Târgu Jiu     |       | 72-67 | 73-72 | 74-56 |
| Lukoil Academic Sofia | 97-74 |       | 75-80 | 73-75 |
| Egis Körmend          | 77-76 | 63-76 |       | 72-79 |
| Tartu Ülikool/Rock    | 66-59 | 71-59 | 81-83 |       |

### Grupo C
|    | Equipo                        | Pts | PJ | G | P | PF  | PC  | Dif. |
| -- | ----------------------------- | --- | -- | - | - | --- | --- | ---- |
| 1. | Okapi Aalstar                 | 11  | 6  | 5 | 1 | 557 | 507 | +50  |
| 2. | Fraport Skyliners Francoforte | 10  | 6  | 4 | 2 | 464 | 421 | +43  |
| 3. | Borås Basket                  | 9   | 6  | 3 | 3 | 505 | 516 | -11  |
| 4. | Bakken Bears Århus            | 6   | 6  | 0 | 6 | 457 | 539 | -82  |

|                               | BAK     | OKA   | SKY   | BOR     |
| Bakken Bears Århus            |         | 83-92 | 61-94 | 79-86   |
| Okapi Aalstar                 | 103-100 |       | 94-59 | 119-118 |
| Fraport Skyliners Francoforte | 74-64   | 80-58 |       | 70-72   |
| Borås Basket                  | 90-70   | 67-91 | 72-87 |         |

### Grupo D
|    | Equipo          | Pts | PJ | G | P | PF  | PC  | Dif. |
| -- | --------------- | --- | -- | - | - | --- | --- | ---- |
| 1. | Avtodor Saratov | 11  | 6  | 5 | 1 | 530 | 438 | +92  |
| 2. | Astana          | 11  | 6  | 5 | 1 | 492 | 461 | +31  |
| 3. | Tofaş Bursa     | 8   | 6  | 2 | 4 | 469 | 504 | -35  |
| 4. | CSM Oradea      | 6   | 6  | 0 | 6 | 429 | 517 | -88  |

|                 | AVT    | AST     | ORA   | TOF   |
| Avtodor Saratov |        | 83-75   | 92-73 | 80-75 |
| Astana          | 75-73  |         | 80-64 | 73-65 |
| CSM Oradea      | 74-101 | 74-83   |       | 69-77 |
| Tofaş Bursa     | 66-101 | 102-106 | 84-75 |       |

### Grupo E
|    | Equipo               | Pts | PJ | G | P | PF  | PC  | Dif. |
| -- | -------------------- | --- | -- | - | - | --- | --- | ---- |
| 1. | JSF Nanterre         | 11  | 6  | 5 | 1 | 529 | 478 | +51  |
| 2. | Belfius Mons-Hainaut | 11  | 6  | 5 | 1 | 489 | 451 | +38  |
| 3. | Benfica Lisboa       | 8   | 6  | 2 | 4 | 486 | 519 | -33  |
| 4. | Joensuun Kataja      | 6   | 6  | 0 | 6 | 479 | 535 | -56  |

|                      | BEL   | JOE    | NAN   | BEN   |
| Belfius Mons-Hainaut |       | 71-62  | 94-86 | 92-63 |
| Joensuun Kataja      | 83-85 |        | 70-77 | 90-93 |
| JSF Nanterre         | 88-68 | 102-92 |       | 80-68 |
| Benfica Lisboa       | 69-79 | 107-82 | 86-96 |       |

### Grupo F
|    | Equipo                   | Pts | PJ | G | P | PF  | PC  | Dif. |
| -- | ------------------------ | --- | -- | - | - | --- | --- | ---- |
| 1. | Trabzonspor Medical Park | 12  | 6  | 6 | 0 | 514 | 450 | +64  |
| 2. | Güssing Knights          | 10  | 6  | 4 | 2 | 477 | 456 | +21  |
| 3. | U-Mobitelco Cluj-Napoca  | 7   | 6  | 1 | 5 | 442 | 478 | -36  |
| 4. | Atomerőmű Paks           | 7   | 6  | 1 | 5 | 454 | 503 | -49  |

|                          | TRA   | GÜS   | U-MO  | ATO    |
| Trabzonspor Medical Park |       | 80-72 | 91-72 | 103-81 |
| Güssing Knights          | 67-77 |       | 84-77 | 93-84  |
| U-Mobitelco Cluj-Napoca  | 80-81 | 68-81 |       | 64-73  |
| Atomerőmű Paks           | 78-82 | 70-80 | 68-81 |        |

### Grupo G
|    | Equipo               | Pts | PJ | G | P | PF  | PC  | Dif. |
| -- | -------------------- | --- | -- | - | - | --- | --- | ---- |
| 1. | Le Mans Sarthe       | 11  | 6  | 5 | 1 | 478 | 414 | +64  |
| 2. | Antwerp Giants       | 9   | 6  | 3 | 3 | 542 | 514 | +28  |
| 3. | Pallacanestro Biella | 9   | 6  | 3 | 3 | 511 | 525 | -14  |
| 4. | KTP Basket           | 7   | 6  | 1 | 5 | 475 | 553 | -78  |

|                      | KTP   | ANT    | LMS   | BIE    |
| KTP Basket           |       | 93-112 | 62-96 | 108-95 |
| Antwerp Giants       | 98-83 |        | 78-87 | 92-82  |
| Le Mans Sarthe       | 71-52 | 72-66  |       | 88-74  |
| Pallacanestro Biella | 81-77 | 97-96  | 82-64 |        |

### Grupo H
|    | Equipo             | Pts | PJ | G | P | PF  | PC  | Dif. |
| -- | ------------------ | --- | -- | - | - | --- | --- | ---- |
| 1. | Enisey Krasnojarsk | 10  | 6  | 4 | 2 | 515 | 467 | +48  |
| 2. | Uşak Sportif       | 9   | 6  | 3 | 3 | 445 | 458 | -13  |
| 3. | Šiauliai           | 9   | 6  | 3 | 3 | 493 | 515 | -22  |
| 4. | Tsmoki-Minsk       | 8   | 6  | 2 | 4 | 473 | 486 | -13  |

|                    | UŞA   | ŠIA   | ENI   | CMO   |
| Uşak Sportif       |       | 79-69 | 69-84 | 78-59 |
| Šiauliai           | 75-78 |       | 93-92 | 83-80 |
| Enisey Krasnojarsk | 86-68 | 95-79 |       | 87-82 |
| Cmoki Minsk        | 85-73 | 91-94 | 76-71 |       |

## Last 16
|  | Ventaja de pista en cuartos de final |
|  | Clasificado para cuartos de final    |

### Grupo I
|    | Equipo            | Pts | PJ | G | P | PF  | PC  | Dif. |
| -- | ----------------- | --- | -- | - | - | --- | --- | ---- |
| 1. | Energia Târgu Jiu | 10  | 6  | 4 | 2 | 501 | 498 | +3   |
| 2. | Enel Brindisi     | 9   | 6  | 3 | 3 | 485 | 445 | +40  |
| 3. | Astana            | 9   | 6  | 3 | 3 | 512 | 509 | +3   |
| 4. | Okapi Aalstar     | 8   | 6  | 2 | 4 | 475 | 521 | -46  |

|                   | BRI   | AST    | OKA    | ENE    |
| Enel Brindisi     |       | 74-65  | 101-66 | 76-78  |
| Astana            | 83-75 |        | 77-73  | 113-89 |
| Okapi Aalstar     | 86-81 | 108-85 |        | 82-84  |
| Energia Târgu Jiu | 67-78 | 90-89  | 93-60  |        |

### Grupo J
|    | Equipo          | Pts | PJ | G | P | PF  | PC  | Dif. |
| -- | --------------- | --- | -- | - | - | --- | --- | ---- |
| 1. | JSF Nanterre    | 10  | 6  | 4 | 2 | 487 | 434 | +53  |
| 2. | Le Mans Sarthe  | 10  | 6  | 4 | 2 | 464 | 429 | +35  |
| 3. | Güssing Knights | 8   | 6  | 2 | 4 | 458 | 471 | -13  |
| 4. | Uşak Sportif    | 8   | 6  | 2 | 4 | 430 | 505 | -75  |

|                 | NAN   | GÜS   | LMS   | UŞA    |
| JSF Nanterre    |       | 89-86 | 85-68 | 100-67 |
| Güssing Knights | 62-82 |       | 82-65 | 91-63  |
| Le Mans Sarthe  | 72-60 | 93-60 |       | 84-63  |
| Uşak Sportif    | 79-71 | 79-77 | 79-82 |        |

### Grupo K
|    | Equipo                        | Pts | PJ | G | P | PF  | PC  | Dif. |
| -- | ----------------------------- | --- | -- | - | - | --- | --- | ---- |
| 1. | Fraport Skyliners Francoforte | 11  | 6  | 5 | 1 | 512 | 471 | +41  |
| 2. | Avtodor Saratov               | 10  | 6  | 4 | 2 | 567 | 546 | +21  |
| 3. | Tartu Ülikool/Rock            | 8   | 6  | 2 | 4 | 457 | 501 | -44  |
| 4. | SPM Shoeters Den Bosch        | 7   | 6  | 1 | 5 | 496 | 514 | -18  |

|                               | AVT     | TAR     | SKY     | SPM   |
| Avtodor Saratov               |         | 105-106 | 103-112 | 89-85 |
| Tartu Ülikool/Rock            | 68-91   |         | 62-71   | 71-64 |
| Fraport Skyliners Francoforte | 68-71   | 92-73   |         | 75-70 |
| SPM Shoeters Den Bosch        | 107-108 | 78-77   | 92-94   |       |

### Grupo L
|    | Equipo                   | Pts | PJ | G | P | PF  | PC  | Dif. |
| -- | ------------------------ | --- | -- | - | - | --- | --- | ---- |
| 1. | Trabzonspor Medical Park | 11  | 6  | 5 | 1 | 502 | 456 | +46  |
| 2. | Enisey Krasnojarsk       | 9   | 6  | 3 | 3 | 516 | 495 | +21  |
| 3. | Antwerp Giants           | 9   | 6  | 3 | 3 | 481 | 509 | -28  |
| 4. | Belfius Mons-Hainaut     | 7   | 6  | 1 | 5 | 435 | 474 | -39  |

|                          | ANT   | ENI   | TRA   | BEL   |
| Antwerp Giants           |       | 78-93 | 72-90 | 82-75 |
| Enisey Krasnojarsk       | 85-86 |       | 96-82 | 83-88 |
| Trabzonspor Medical Park | 89-79 | 90-85 |       | 76-68 |
| Belfius Mons-Hainaut     | 77-84 | 71-74 | 56-75 |       |

### Cuartos de final
| Equipo 1                 | Resultado | Equipo 2           | Partido 1 | Partido 2 | Partido 3 |
| ------------------------ | --------- | ------------------ | --------- | --------- | --------- |
| Energia Târgu Jiu        | 2 - 1     | Le Mans Sarthe     | 84-60     | 68-79     | 79-64     |
| JSF Nanterre             | 2 - 0     | Enel Brindisi      | 80-68     | 77-72     | -         |
| Skyliners Frankfurt      | 2 - 1     | Enisey Krasnojarsk | 77-74     | 68-78     | 85-80     |
| Trabzonspor Medical Park | 2 - 0     | Avtodor Saratov    | 94-88     | 100-73    | -         |

### Final Four
|  | Semifinales         | Semifinales         |              |             | Final               | Final               |  |
|  | 24 de abril de 2015 | 24 de abril de 2015 |              |             | 26 de abril de 2015 | 26 de abril de 2015 |  |
|  |                     |                     |              |             |                     |                     |  |
|  |                     |                     |              |             |                     |                     |  |
|  | Energia Târgu Jiu   | 63                  |              |             |                     |                     |  |
|  | Energia Târgu Jiu   | 63                  |              |             |                     |                     |  |
|  | Trabzonspor         | 83                  |              |             |                     |                     |  |
|  | Trabzonspor         | 83                  |              | Trabzonspor | 63                  |                     |  |
|  |                     |                     |              | Trabzonspor | 63                  |                     |  |
|  |                     |                     | JSF Nanterre | 64          |                     |                     |  |
|  | JSF Nanterre        | 84                  | JSF Nanterre | 64          |                     |                     |  |
|  | JSF Nanterre        | 84                  |              |             |                     |                     |  |
|  | Fraport Skyliners   | 79                  |              |             | 3.er y 4.º puesto   | 3.er y 4.º puesto   |  |
|  | Fraport Skyliners   | 79                  |              |             | 3.er y 4.º puesto   | 3.er y 4.º puesto   |  |
|  |                     |                     |              |             |                     |                     |  |
|  |                     |                     |              |             | Energia Târgu Jiu   | 83                  |  |
|  |                     |                     |              |             | Energia Târgu Jiu   | 83                  |  |
|  |                     |                     |              |             | Fraport Skyliners   | 80                  |  |
|  |                     |                     |              |             | Fraport Skyliners   | 80                  |  |
|  |                     |                     |              |             |                     |                     |  |

#### Semifinales

##### Semifinal 1
| 24 de abril de 2015 | JSF Nanterre                            | 84–79                                 | Fraport Skyliners                                    | |  |
| 16:30               | Parciales: 27-18, 18-19, 19-24, 20-18   | Parciales: 27-18, 18-19, 19-24, 20-18 | Parciales: 27-18, 18-19, 19-24, 20-18                | |  |
|                     | Estadísticas Weems 25 Jaiteh 8 Shuler 7 | Reporte Pts Reb Asts                  | Estadísticas Armand 17 Morrison, Robertson 8 Coobs 5 | Pabellón: Hayri Gür Arena, Trabzon Asistencia: 1354 espectadores Árbitros: Manuel Mazzoni (ITA), Georgios Poursanidis (GRE), Milan Nedovic (SLO) |  |

##### Semifinal 2
| 24 de abril de 2015 | Energia Târgu Jiu                           | 63–83                                | Trabzonspor Medical Park              | |  |
| 19:00               | Parciales: 22–17, 9–22, 18–19, 14–25        | Parciales: 22–17, 9–22, 18–19, 14–25 | Parciales: 22–17, 9–22, 18–19, 14–25  | |  |
|                     | Estadísticas Watson 15 Milošević 5 Watson 4 | Reporte Pts Reb Asts                 | Estadísticas Hardy 26 Ivanov 9 Bost 4 | Pabellón: Hayri Gür Arena, Trabzon Asistencia: 6650 espectadores Árbitros: Neil Wilkinson (ENG), Fernando Calatrava (ESP), Gellert Kapitany (HUN) |  |

##### Tercer y cuarto puesto
| 26 de abril de 2015 | Energia Târgu Jiu                            | 83–80                                 | Fraport Skyliners                              | |  |
| 16:30               | Parciales: 20–13, 16–21, 19–22, 28–24        | Parciales: 20–13, 16–21, 19–22, 28–24 | Parciales: 20–13, 16–21, 19–22, 28–24          | |  |
|                     | Estadísticas Watson 18 Milošević 10 Watson 6 | Reporte Pts Reb Asts                  | Estadísticas Voigtmann 21 Voigtmann 11 Cobbs 4 | Pabellón: Hayri Gür Arena, Trabzon Asistencia: 3,000 espectadores Árbitros: Georgios Poursanidis (GRE), Fernando Calatrava (ESP), Rain Peerandi (EST) |  |

##### Final
El partido fue ganado por el JSF Nanterre con una canasta sobre la bocina de Terrance Campbell, que tuvo que ser revisada en el instant replay.
| 26 de abril de 2015 | Trabzonspor Medical Park                   | 63–64                                 | JSF Nanterre                                  | |  |
| 19:00               | Parciales: 17–19, 11–18, 19–16, 16–11      | Parciales: 17–19, 11–18, 19–16, 16–11 | Parciales: 17–19, 11–18, 19–16, 16–11         | |  |
|                     | Estadísticas Hardy 16 Veličković 7 Hardy 6 | Reporte Pts Reb Asts                  | Estadísticas Campbell 15 Jaiteh 7 3 players 3 | Pabellón: Hayri Gür Arena, Trabzon Asistencia: 7,500 espectadores Árbitros: Neil Wilkinson (ENG), Manuel Mazzoni (ITA), Milan Nedovic (SLO) |  |